# John French (batterista)
John Stephen French, detto Drumbo (San Bernardino, 29 settembre 1948), è un musicista statunitense, conosciuto soprattutto per avere suonato per un periodo la batteria nella Magic Band di Captain Beefheart. Insieme al "Capitano" registrò il celebre e folle Trout Mask Replica. Fu proprio Beefheart ad affibbiargli il soprannome "Drumbo" che gli resterà appiccicato per tutto il resto della carriera.

## Biografia
French abitava a Lancaster, California, nella stessa zona del Sud della California dove vivevano Frank Zappa, Don Van Vliet e gli altri membri della Magic Band e dei Mothers of Invention. Da ragazzino si interessò alla scena musicale locale, andando ai concerti insieme all'amico Doug Moon.

## Carriera
Circa nel 1964, French suonò e registrò con il gruppo Merrell and The Exiles, una band locale guidata da Merrell Fankhauser che comprendeva Jeff Cotton come chitarrista. Nel 1966 French e Cotton raggiunsero Mark Boston in un'altra band, che non arrivò mai a registrare un disco, chiamata Blues in a Bottle. Bill Harkleroad alias "Zoot Horn Rollo" si unì a loro in seguito; formando così il nucleo della band che inciderà Trout Mask Replica in futuro.

### Captain Beefheart & His Magic Band
French fu invitato ad entrare a far parte del gruppo Captain Beefheart & His Magic Band a fine 1966, come sostituto di Paul Blakeley. Avendo già suonato su Safe as Milk (1967), il suo caratteristico stile percussivo fu determinante nel blues psichedelico di album come Strictly Personal (1968) e Mirror Man (1968, ma pubblicato nel 1971). Poco tempo dopo il completamento di Trout Mask Replica, French venne letteralmente buttato fuori dal gruppo (si dice sia stato scaraventato giù dalle scale), e Beefheart lo rimpiazzò con l'inesperto Jeff Bruschell. A causa dell'estromissione dalla band, French non venne accreditato come musicista sulla copertina di Trout Mask Replica e non compare in nessuna foto sull'album. In seguito a French venne chiesto di rientrare in formazione, e suonò negli album Lick My Decals Off, Baby e The Spotlight Kid, dividendo il lavoro alle percussioni con Art Tripp alias "Ed Marimba". Poi nel 1972, appena prima dell'inizio di un tour in America, French lasciò di nuovo il gruppo.
Dopo un periodo come solista, nel 1975 Beefheart decise di riformare la Magic Band. Richiamò French sia come batterista che come "direttore musicale". Nel 1976 venne registrata la versione originale di Bat Chain Puller, album che a causa di problemi contrattuali non uscì mai sul mercato. Sul disco French si occupò anche di suonare la chitarra in qualche traccia. Lasciò nuovamente il gruppo di Beefheart quando il suo amico John Thomas (tastiere) venne cacciato dalla band.
Nel 1980, French, in cerca di lavoro, fece visita a Van Vliet; che gli propose di suonare nell'album Doc at the Radar Station, occupandosi della chitarra (e della batteria in due canzoni). French eseguì il lavoro ma smise definitivamente di collaborare con il capitano quando egli, in previsione di un tour, gli diede una lista di quaranta canzoni da imparare in soli tre mesi di tempo. French restituì a Van Vliet la chitarra elettrica che egli aveva noleggiato per lui, e non si fece più vedere.

### Altri gruppi
Nel prosieguo della sua carriera, French ha pubblicato qualche disco solista, e suonato con il gruppo sperimentale French Frith Kaiser Thompson nell'album Crazy Backwards Alphabet.
Nel 2000, si è occupato di scrivere le note interne dell'antologia di materiale raro di Beefheart intitolata Grow Fins. Inoltre ha anche raccontato le difficoltà avute in passato nel lavorare con Beefheart, in un documentario della BBC: The Artist Formerly Known as Captain Beefheart.

### Reunion della Magic Band
Il 2003 ha visto il riformarsi della The Magic Band con in formazione Rockette Morton, Denny Walley, e Gary Lucas in occasione di qualche esibizione dal vivo. Lo show era diviso in due parti: una tutta strumentale e una con brani cantati. French cantava e suonava l'armonica, lasciando il posto da batterista a Robert Williams. Il gruppo pubblicò anche un album, Back to the Front, nel 2004 e un CD live, 21st Century Mirror Men, nel 2005.

### City of Refuge
Nel 2008, French ha pubblicato un nuovo album da solista (con il nome "Drumbo") intitolato City of Refuge. L'album vede la presenza di altri ex membri della The Magic Band inclusi John Thomas, Mark Boston (alias "Rockette Morton"), Bill Harkleroad (alias "Zoot Horn Rollo") e Greg Davidson (alias "Ella Guru"). Il disco è stato distribuito in Gran Bretagna dall'etichetta Proper Records.

### Beefheart: Through the Eyes of Magic
Nel 2010 French ha pubblicato un suo libro di memorie nel quale racconta la sua difficile esperienza come membro della Magic Band di Captain Beefheart (Proper Music Publishing, London).

## Discografia
- 1967 Safe as Milk
- 1968 Strictly Personal
- 1969 Trout Mask Replica
- 1970  Lick My Decals Off, Baby
- 1971 Mirror Man
- 1972 The Spotlight Kid
- 1976 Bat Chain Puller
- 1980 Doc at the Radar Station
- 1982 Crazy Backwards Alphabet
- 1987  French Frith Kaiser Thompson
- 1990 Invisible Means
- 2000 Grow Fins
- 2004 Back To The Front
- 2005 21st Century Mirror Men
- 2008 City Of Refuge